# Cầu mây tại Đại hội Thể thao Đông Nam Á 2019
Cầu mây tại Đại hội Thể thao Đông Nam Á năm 2019 được tổ chức từ ngày 1 đến 10 tháng 12 tại Subic Gymnasium, Subic, Philippines, với sự tham gia của 9 quốc gia trong khu vực.
Các vận động viên tranh tài ở nhiều nội dung truyền thống phổ biến của môn bao gồm regu, regu đôi, regu đồng đội cho cả nội dung nam và nữ, bên cạnh các nội dung đặc thù như hoop takraw (ném vòng).

## Quốc gia tham dự
- Campuchia
- Indonesia
- Lào
- Malaysia
- Myanmar
- Philippines
- Singapore
- Thái Lan
- Việt Nam

## Tổng quan kết quả

### Bảng huy chương
| Hạng               | Đoàn               | Vàng | Bạc | Đồng | Tổng số |
| ------------------ | ------------------ | ---- | --- | ---- | ------- |
| 1                  | Thái Lan (THA)     | 3    | 0   | 0    | 3       |
| 2                  | Philippines (PHI)  | 2    | 0   | 3    | 5       |
| 3                  | Indonesia (INA)    | 1    | 1   | 1    | 3       |
| 4                  | Malaysia (MAS)     | 0    | 2   | 1    | 3       |
| 5                  | Myanmar (MYA)      | 0    | 1   | 2    | 3       |
| 5                  | Việt Nam (VIE)     | 0    | 1   | 2    | 3       |
| 7                  | Campuchia (CAM)    | 0    | 1   | 0    | 1       |
| 8                  | Lào (LAO)          | 0    | 0   | 2    | 2       |
| Tổng số (8 đơn vị) | Tổng số (8 đơn vị) | 6    | 6   | 11   | 23      |

### Tóm tắt kết quả
| Hoop nam          | Philippines · John John Bobier · Christian George Encabo · Emmanuel Escote · Jason Huerte · John Jeffrey Morcillos · Metodio Suico Jr. | Campuchia · Cheat Khemrin · Chhorn Sokhom · Heng Rawut · Houth Sovoutha · Nom Hapchhun · Nuth Visal | Lào · Laksanaxay Bounphaivanh · Po Masopha · Sommanyvanh Phakonekham · Adong Phoumisin · Yothin Sombatphouthone · Saviden Vorlavongsa                                                                              |  |  |  |
| Hoop nữ           | Philippines · Deseree Autor · Sarah Jean Kalalo · Mary Ann Lopez · Josefina Maat · Abegail Sinogbuhan · Jean Marie Sucalit | Indonesia · Asmira · Dini Mita Sari · Evana Rahmawati · Lena · Leni · Nur Qadri Yanti | Lào · Santisouk Chandala · Philavane Chanthasily · Sonsavan Keosouliya · Damdouane Lattanavongsa · Norkham Vongxay · Koy Xayavong                                                                                  |  |  |  |
| Hoop nữ           | Philippines · Deseree Autor · Sarah Jean Kalalo · Mary Ann Lopez · Josefina Maat · Abegail Sinogbuhan · Jean Marie Sucalit | Indonesia · Asmira · Dini Mita Sari · Evana Rahmawati · Lena · Leni · Nur Qadri Yanti | Myanmar · Kyu Kyu Thin · Mar Mar Win · May Zin Phyo · Naing Naing Win · Phyu Phyu Than · Su Tin Zar Naing |  |  |  |
|                   | | | |  |  |  |
| Đội đôi nam       | Indonesia · Andi Saputra · Diky Apriyadi · Hendra Pago · Husni Uba · Mandeg Suharno · Muh. Hardiansyah Muliang · Rizanov Kurniawan · Rizky Pago · Saiful Rijal | Myanmar · Aung Myo Naing · Aung Naing Oo · Aung Pyae Tun · Hein Latt · Htet Myat Thu · Zaw Myo Thu · Zin Ko Ko · Zin Min Oo | Việt Nam · Đầu Văn Hoàng · Đỗ Mạnh Tuấn · Nguyễn Hoàng Lân · Nguyễn Hữu Danh · Phạm Minh Tân · Vũ Văn Dũng |  |  |  |
| Đội đôi nam       | Indonesia · Andi Saputra · Diky Apriyadi · Hendra Pago · Husni Uba · Mandeg Suharno · Muh. Hardiansyah Muliang · Rizanov Kurniawan · Rizky Pago · Saiful Rijal | Myanmar · Aung Myo Naing · Aung Naing Oo · Aung Pyae Tun · Hein Latt · Htet Myat Thu · Zaw Myo Thu · Zin Ko Ko · Zin Min Oo | Philippines · Ammiel Elijah Bardaje · Joshua Gleen Bullo · Mark Joseph Gonzales · Jason Huerte · Joeart Jumawan · John Jeffrey Morcillos · Elly Jan Nituda · Rheyjey Ortouste · Vince Alyson Torno                 |  |  |  |
|                   | | | |  |  |  |
| Regu nam          | Thái Lan · Pornchai Kaokaew · Sittipong Khamchan · Kritsanapong Nontakote · Yupadee Pattarapong | Malaysia · Farhan Adam · Mohamad Azlan Alias · Muhammad Afifuddin Razali · Muhammad Hairul Hazizi Haidzir | Philippines · John John Bobier · Jason Huerte · Ronsited Gabayeron · Rheyjey Ortouste |  |  |  |
| Regu nam          | Thái Lan · Pornchai Kaokaew · Sittipong Khamchan · Kritsanapong Nontakote · Yupadee Pattarapong | Malaysia · Farhan Adam · Mohamad Azlan Alias · Muhammad Afifuddin Razali · Muhammad Hairul Hazizi Haidzir | Việt Nam · Đầu Văn Hoàng · Đỗ Mạnh Tuấn · Nguyễn Hoàng Lân · Nguyễn Hữu Danh |  |  |  |
| Regu nữ           | Thái Lan · Wiphada Chitphuan · Sasiwimol Janthasit · Athikan Kongkaew · Kaewjai Pumsawangkaew | Việt Nam · Dương Thị Xuyến · Nguyễn Thị Mỹ · Nguyễn Thị Phương Trinh · Trần Thị Thu Hoài | Philippines · Allyssa Bandoy · Abegail Sinogbuhan · Jean Marie Sucalit · Mary Melody Taming |  |  |  |
| Regu nữ           | Thái Lan · Wiphada Chitphuan · Sasiwimol Janthasit · Athikan Kongkaew · Kaewjai Pumsawangkaew | Việt Nam · Dương Thị Xuyến · Nguyễn Thị Mỹ · Nguyễn Thị Phương Trinh · Trần Thị Thu Hoài | Malaysia · Kamisah Khamis · Siti Norzubaidah Che Ab Wahab · Siti Hadinavillah Jumidil · Razmah Anam |  |  |  |
|                   | | | |  |  |  |
| Regu đồng đội nam | Thái Lan · Anuwat Chaichana · Jirasak Pakbuangoen · Thawisak Thongsai · Sittipong Khamchan · Kritsanapong Nontakote · Yupadee Pattarapong · Jantarit Khukaeo · Assadin Wongyota · Rachan Viphan · Pornthep Tinbangbon · Yotsawat Uthaijaronsri · Pornchai Kaokaew | Malaysia · Said Ezwan Said De · Muhammad Hairul Hazizi Haidzir · Mohamad Azlan Alias · Muhammad Afifuddin Mohd Razali · Farhan Adam · Muhammad Syahmi Husin · Muhammad Zarif Marican · Mohd Khairol Zaman Hamir Akhbar · Muhammad Hafizul Hayazi Adnan · Aidil Aiman Azwawi · Amirul Zazwan Amir · Ahmad Aizat Mohd Nor Azmi | Indonesia · Hendra Pago · Syamsul Akmal · Victoria Prasetyo · Saiful Rijal · Muh. Hardiansyah Muliang · Andi Saputra · Rizanov Kurniawan · Rizky Pago · Husni Uba · Mandeg Suharno · Diky Apriyadi · Dedi Setiawan |  |  |  |
| Regu đồng đội nam | Thái Lan · Anuwat Chaichana · Jirasak Pakbuangoen · Thawisak Thongsai · Sittipong Khamchan · Kritsanapong Nontakote · Yupadee Pattarapong · Jantarit Khukaeo · Assadin Wongyota · Rachan Viphan · Pornthep Tinbangbon · Yotsawat Uthaijaronsri · Pornchai Kaokaew | Malaysia · Said Ezwan Said De · Muhammad Hairul Hazizi Haidzir · Mohamad Azlan Alias · Muhammad Afifuddin Mohd Razali · Farhan Adam · Muhammad Syahmi Husin · Muhammad Zarif Marican · Mohd Khairol Zaman Hamir Akhbar · Muhammad Hafizul Hayazi Adnan · Aidil Aiman Azwawi · Amirul Zazwan Amir · Ahmad Aizat Mohd Nor Azmi | Myanmar · Si Thu Aung · Zin Ko Ko · Hein Latt · Zin Min Oo · Aung Naing Oo · Zaw Myo Thu · Htet Myat Thu · Aung Pyae Tun · Aung Myo Naing · Htoo Aung Kyaw · Thant Zin Tun · Ko Ko Lwin                            |  |  |  |